# Otto av Nordheim
Otto av Nordheim, född 1020, död 11 januari 1083 var en sachsisk storman.
Han erhöll 1061 av kejsar Henrik III:s änka, Agnes av Poitou, hertigdömet Bayern.
Otto deltog i inbördesstriderna för Anno av Köln mot Adalbert av Bremen, tillhörde oppositionen under Henrik IV, blev 1070 förklarad fredlös av denne och fråntogs hertigdömet Bayern. Han låg bakom det sachsiska upproret 1073 och tog del i samtliga mer betydande uppror mot Henrik IV. Han var under en tid påtänkt som motkung till denne.